# Ruan Tressoldi
Ruan Tressoldi Netto dit Ruan Tressoldi, né le 7 juin 1999 à Tramandaí au Brésil, est un footballeur brésilien qui évolue au poste de défenseur central à São Paulo FC, en prêt de l'US Sassuolo.

## Biographie

### En club
Né à Tramandaí au Brésil, Ruan Tressoldi est formé par le club de Grêmio. Il fait sa première apparition en professionnel lors d'une rencontre de championnat face à l'Atlético Mineiro le 3 décembre 2017. Il est titularisé lors de cette rencontre perdue par son équipe sur le score de quatre buts à trois.
Le 4 août 2019, il prolonge son contrat avec Grêmio jusqu'en 2022.
En 2021, il remporte le Championnat Gaúcho avec Grêmio, étant titulaire lors de la double confrontation en finale contre le SC Internacional (1-2 pour Grêmio à l'aller le 16 mai et 1-1 au retour le 23 mai).
Le 11 août 2021, Ruan Tressoldi est recruté par l'US Sassuolo, qui le prête toutefois à Grêmio jusqu'à la fin de l'année 2021,.
Ruan Tressoldi arrive à Sassuolo en janvier 2022 et fait sa première apparition dès le 9 janvier, lors d'une rencontre de Serie A face à l'Empoli FC. Il entre en jeu en toute fin de rencontre à la place de Domenico Berardi et Sassuolo s'impose largement par cinq buts à un. Il connait sa première titularisation le 19 janvier 2022, lors d'une rencontre de coupe d'Italie face au Cagliari Calcio (victoire 1-0 de Sassuolo).

## Vie privée
Ruan Tressoldi a un frère jumeau, Ramon, qui est également footballeur. Son nom, Tressoldi, vient du fait que sa famille possède des origines italiennes, de Bergame plus précisément.

## Palmarès
Grêmio
- Championnat Gaúcho (1) :
  - Vainqueur : 2021.